# Henan Nanzi Paiqiu Dui 2014-2015
Questa voce raccoglie le informazioni riguardanti lo Henan Nanzi Paiqiu Dui nelle competizioni ufficiali della stagione 2014-2015.

## Organigramma societario
Area tecnica
- Allenatore: Liang Jie

## Rosa
| N° | Nome          | Ruolo | Data di nascita  | Nazionalità sportiva |
| -- | ------------- | ----- | ---------------- | -------------------- |
| 1  | Li Rui        | C     | 15 marzo 1990    | Cina                 |
| 2  | Sun Kai       | S     | 1º febbraio 1988 | Cina                 |
| 3  | Song Chaofan  | C     | 18 giugno 1988   | Cina                 |
| 4  | Wang Jiawei   | S     | 12 gennaio 1994  | Cina                 |
| 5  | Wang Chunlin  | S/O   | 11 febbraio 1988 | Cina                 |
| 6  | Jiao Shuai    | P     | 28 gennaio 1984  | Cina                 |
| 7  | Li Yuanbo     | C     | 1º maggio 1995   | Cina                 |
| 8  | Liu Heng      | P     | 28 aprile 1993   | Cina                 |
| 9  | Gao Yi        | L     | 1º marzo 1994    | Cina                 |
| 10 | Cui Jianjun   | S     | 1º agosto 1985   | Cina                 |
| 11 | Yu Shuo       | S     | 8 luglio 1992    | Cina                 |
| 12 | Cui Qihao     | S/O   | 27 luglio 1992   | Cina                 |
| 13 | Ma Zhendong   | C     | 4 gennaio 1992   | Cina                 |
| 14 | Du Kunyu      | S     | 9 dicembre 1992  | Cina                 |
| 15 | Yu Lei        | L     | 5 giugno 1987    | Cina                 |
| 16 | Mao Jingzheng | S     | 15 febbraio 1988 | Cina                 |
| 17 | Yang Shihao   | S     | 1º novembre 1995 | Cina                 |
| 18 | Zhao Mudi     | P     | 7 agosto 1982    | Cina                 |
| 19 | Ba Long       | S/O   | 2 gennaio 1997   | Cina                 |
| 20 | Li Yize       | S     | 12 giugno 1997   | Cina                 |

## Mercato
| Acquisti | Acquisti | Acquisti | Acquisti |
| R.       | Nome     | da       | Modalità |
| -------- | -------- | -------- | -------- |
| S/O      | Ba Long  | ?        | ?        |
| S        | Li Yize  | ?        | ?        |

## Risultati

### Volleyball League A

#### Regular season

##### Prima fase
| 1ª giornata - 16 novembre 2014 Xuchang College Gymnasium, Xuchang            | Henan    | 2 - 3 | Jiangsu  | 25-12, 25-23, 19-25, 23-25, 17-19 |
| 2ª giornata - 20 novembre 2014 Shaoxing City Gymnasium, Shaoxing             | Zhejiang | 2 - 3 | Henan    | 25-21, 21-25, 25-20, 23-25, 12-15 |
| 3ª giornata - 23 novembre 2014 Xuchang College Gymnasium, Xuchang            | Henan    | 0 - 3 | Beijing  | 15-25, 18-25, 16-25               |
| 4ª giornata - 27 novembre 2014 Xuchang College Gymnasium, Xuchang            | Henan    | 3 - 1 | Hebei    | 25-18, 23-25, 28-26, 25-19        |
| 5ª giornata - 30 novembre 2014 Huaibei Stadium, Huaibei                      | Bayi     | 3 - 1 | Henan    | 29-27, 25-22, 17-25, 25-13        |
| 6ª giornata - 4 dicembre 2014 University of Technology Gymnasium, Nanchino   | Jiangsu  | 3 - 1 | Henan    | 25-20, 21-25, 25-17, 25-17        |
| 7ª giornata - 7 dicembre 2014 Xuchang College Gymnasium, Xuchang             | Henan    | 3 - 0 | Zhejiang | 25-23, 25-22, 25-18               |
| 8ª giornata - 11 dicembre 2014 Glory Stadium, Pechino                        | Beijing  | 3 - 2 | Henan    | 24-26, 26-28, 25-16, 25-23, 15-11 |
| 9ª giornata - 14 dicembre 2014 Xuchang College Gymnasium, Xuchang            | Henan    | 3 - 0 | Bayi     | 25-19, 25-21, 25-22               |
| 10ª giornata - 18 dicembre 2014 Shijiazhuang Zhongshan Stadium, Shijiazhuang | Hebei    | 2 - 3 | Henan    | 25-18, 27-25, 25-27, 18-25, 8-15  |

##### Seconda fase
| 11ª giornata - 21 dicembre 2014 Xuchang College Gymnasium, Xuchang        | Henan    | 3 - 1 | Shandong | 23-25, 25-22, 25-12, 25-20        |
| 12ª giornata - 25 dicembre 2014 Xuchang College Gymnasium, Xuchang        | Henan    | 3 - 2 | Fujian   | 20-25, 21-25, 25-22, 25-23, 19-17 |
| 13ª giornata - 28 dicembre 2014 Laiwu City Gymnasium, Laiwu               | Shandong | 3 - 0 | Henan    | 26-24, 25-23, 25-18               |
| 14ª giornata - 1º gennaio 2015 Fujian Normal University Gymnasium, Fuzhou | Fujian   | 3 - 1 | Henan    | 25-22, 25-21, 18-25, 25-16        |
| 15ª giornata - 4 gennaio 2015 Xuchang College Gymnasium, Xuchang          | Henan    | 2 - 3 | Sichuan  | 25-18, 25-22, 21-25, 23-25, 14-16 |
| 16ª giornata - 8 gennaio 2015 Xuchang College Gymnasium, Xuchang          | Henan    | 0 - 3 | Shanghai | 23-25, 21-25, 17-25               |
| 17ª giornata - 11 gennaio 2015 Ziyang Stadium, Ziyang                     | Sichuan  | 3 - 0 | Henan    | 25-23, 25-18, 25-15               |
| 18ª giornata - 15 gennaio 2015 Luwan Gymnasium, Shanghai                  | Shanghai | 3 - 1 | Henan    | 25-12, 20-25, 25-21, 25-21        |

## Statistiche

### Statistiche di squadra
| Competizione        | Punti | In casa | In casa | In casa | In trasferta | In trasferta | In trasferta | Totale | Totale | Totale |
| Competizione        | Punti | G       | V       | P       | G            | V            | P            | G      | V      | P      |
| ------------------- | ----- | ------- | ------- | ------- | ------------ | ------------ | ------------ | ------ | ------ | ------ |
| Volleyball League A | 11    | 9       | 5       | 4       | 9            | 2            | 7            | 18     | 7      | 11     |
| Totale              | -     | 9       | 5       | 4       | 9            | 2            | 7            | 18     | 7      | 11     |

G = partite giocate; V = partite vinte; P = partite perse

### Statistiche dei giocatori
| Giocatore | Volleyball League A | Volleyball League A | Volleyball League A | Volleyball League A | Volleyball League A | Totale | Totale | Totale | Totale | Totale |
| Giocatore | P                   | PT                  | AV                  | MV                  | BV                  | P      | PT     | AV     | MV     | BV     |
| --------- | ------------------- | ------------------- | ------------------- | ------------------- | ------------------- | ------ | ------ | ------ | ------ | ------ |
| Ba L.     | ?                   | ?                   | ?                   | ?                   | ?                   | ?      | ?      | ?      | ?      | ?      |
| Cui J.    | ?                   | ?                   | ?                   | ?                   | ?                   | ?      | ?      | ?      | ?      | ?      |
| Cui Q.    | ?                   | ?                   | ?                   | ?                   | ?                   | ?      | ?      | ?      | ?      | ?      |
| Du K.     | ?                   | 178                 | 156                 | 17                  | 5                   | ?      | 178    | 156    | 17     | 5      |
| Gao Y.    | ?                   | ?                   | ?                   | ?                   | ?                   | ?      | ?      | ?      | ?      | ?      |
| Jiao S.   | ?                   | ?                   | ?                   | ?                   | ?                   | ?      | ?      | ?      | ?      | ?      |
| Liu H.    | ?                   | ?                   | ?                   | ?                   | ?                   | ?      | ?      | ?      | ?      | ?      |
| Li R.     | ?                   | 174                 | 132                 | 28                  | 14                  | ?      | 174    | 132    | 28     | 14     |
| Li YZ.    | ?                   | ?                   | ?                   | ?                   | ?                   | ?      | ?      | ?      | ?      | ?      |
| Li YB.    | ?                   | 192                 | 122                 | 57                  | 13                  | ?      | 192    | 122    | 57     | 13     |
| Mao J.    | ?                   | 142                 | 98                  | 22                  | 22                  | ?      | 142    | 98     | 22     | 22     |
| Ma Z.     | ?                   | ?                   | ?                   | ?                   | ?                   | ?      | ?      | ?      | ?      | ?      |
| Song C.   | ?                   | ?                   | ?                   | ?                   | ?                   | ?      | ?      | ?      | ?      | ?      |
| Sun K.    | ?                   | 358                 | 327                 | 20                  | 11                  | ?      | 358    | 327    | 20     | 11     |
| Wang C.   | ?                   | ?                   | ?                   | ?                   | ?                   | ?      | ?      | ?      | ?      | ?      |
| Wang J.   | ?                   | ?                   | ?                   | ?                   | ?                   | ?      | ?      | ?      | ?      | ?      |
| Yang S.   | ?                   | ?                   | ?                   | ?                   | ?                   | ?      | ?      | ?      | ?      | ?      |
| Yu L.     | ?                   | ?                   | ?                   | ?                   | ?                   | ?      | ?      | ?      | ?      | ?      |
| Yu S.     | ?                   | ?                   | ?                   | ?                   | ?                   | ?      | ?      | ?      | ?      | ?      |
| Zhao M.   | ?                   | ?                   | ?                   | ?                   | ?                   | ?      | ?      | ?      | ?      | ?      |

P = presenze; PT = punti totali; AV = attacchi vincenti; MV = muri vincenti; BV = battute vincenti